# Gaius Vibius Rufus
Gaius Vibius Rufus war ein römischer Senator und Redner der frühen Kaiserzeit.
Im Jahr 16 n. Chr. war er zusammen mit Gaius Pomponius Graecinus Suffektkonsul von Juli bis zum Jahresende. Um 18/19 n. Chr. wurde er als erster Leiter des Kollegiums der curatores riparum et alvei Tiberis ernannt, das für die Regulierung der Ufer und des Flussbetts des Tiber verantwortlich war. Laut einer Inschrift führten Gaius Vibius Rufus, Sextus Sotidius Libuscidianus Strabo, Gaius Calpetanus Statius Rufus, Marcus Claudius Marcellus und Lucius Visellius Varro gemäß einem Senatsbeschluss die Festlegung von Grenzen durch, vermutlich im Zusammenhang mit der Verwaltung des Tiber.
Er scheint derselbe zu sein wie Vibius Rufus, der Redner, dessen Meinungen, Stilmittel und Argumentationsstrukturen Seneca der Ältere häufig zitiert hat. Er sprach in einem altmodischen Stil. Seneca lobte einige seiner Reden („er sprach subtil“), während er andere kritisiere („er sprach schäbig“). Lucius Cestius Pius tadelte ihn, Asinius Pollio lobte ihn, und Votienus Montanus äußerte sich über ihn.